# Giovanni Spiotta
Giovanni Spiotta (Casalborgone, 29 ottobre 1909 – Torino, 1º dicembre 1977) è stato un calciatore italiano, di ruolo terzino.

## Carriera
Nativo della provincia torinese, esordì il 15 giugno 1930 nell'appena costituita Serie A nella partita persa dal Torino contro la Roma per 3-0, dopo avere tuttavia già giocato una partita nella precedente massima serie del campionato italiano, denominato Divisione Nazionale, persa a Bologna il 10 luglio 1927. Nella sua carriera disputò sette partite nella massima divisione in sette campionati, seguita da un campionato con la Comense in Serie B, disputandovi dieci partite.

## Palmarès
- Campionato italiano: 1 (revocato)

Torino: 1926-1927
- Campionato italiano: 1

Torino: 1927-1928